# Lista över vulkaner i Grekland
Detta är en lista över vulkaner i Grekland.
| Namn      | Höjd (m ö.h.) | Koordinater                               | Senaste utbrott |
| --------- | ------------- | ----------------------------------------- | --------------- |
| Kos       | 430           | 36°51′07″N 27°15′04″Ö / 36.852°N 27.251°Ö | Pleistocen      |
| Methana   | 760           | 37°36′54″N 23°20′10″Ö / 37.615°N 23.336°Ö | 258 f.Kr.       |
| Milos     | 751           | 36°41′56″N 24°26′20″Ö / 36.699°N 24.439°Ö | 140             |
| Nisyros   | 698           | 36°35′10″N 27°09′36″Ö / 36.586°N 27.160°Ö | 1888            |
| Poros     | 80            | 37°29′56″N 23°27′25″Ö / 37.499°N 23.457°Ö | Pliocen         |
| Santorini | 367           | 36°24′14″N 25°23′46″Ö / 36.404°N 25.396°Ö | 1950            |
| Gyali     | 180           | 36°40′16″N 27°08′24″Ö / 36.671°N 27.140°Ö | Holocen         |